# Argentina als Jocs Paralímpics de Seül 1988
La participació d’Argentina als Jocs Paralímpics de Seül va ser la vuitena actuació paralímpica dels esportistes argentins en la, també, vuitena edició dels Jocs Paralímpics. La delegació argentina es va presentar en cinc esports (natació, atletisme, tennis de taula, basquetbol en cadira de rodes i esgrima en cadira de rodes), amb 34 esportistes (16 dones), la major delegació enviada fins a aquest moment. Argentina va competir en 31 esdeveniments.
L'equip paralímpic va obtenir set medalles (cinc de plata i dues de bronze). Lluny de les fites del període 1960-1980 i encara sense obtenir cap medalla d'or, es va recuperar parcialment de la baixada soferta a Nova York 1984, a la qual va concórrer amb només sis esportistes, sense cap dona i en la que no va obtenir cap medalla.
Argentina va ocupar la 39a posició al medaller general, sobre 60 països participants.
La delegació argentina va obtenir medalles en atletisme (cinc) i natació (quatre). Destacaren individualment Carlos Maslup amb quatre medalles en natació i atletisme, José Daniel Haylan amb tres medalles en atletisme i Beatriz Greco amb dues medalles en natació. Els homes van guanyar set medalles i les dones van guanyar dos medalles.

## Medaller
| Medalla | Nom                | Esport    | Esdeveniment                      |
| ------- | ------------------ | --------- | --------------------------------- |
|         | José Daniel Haylan | Atletisme | Llançament de clava 1A masculí    |
|         | José Daniel Haylan | Atletisme | Llançament de disc 1A masculí     |
|         | José Daniel Haylan | Atletisme | Llançament de bala 1A masculí     |
|         | Carlos Maslup      | Atletisme | Eslàlom 1A masculí                |
|         | Carlos Maslup      | Natació   | 25 m pit 1A masculí               |
|         | Carlos Maslup      | Natació   | 75 m medley individual 1A masculí |
|         | Beatriz Greco      | Natació   | 100 m pit 6 femení                |
|         | Beatriz Greco      | Natació   | 75 m medley individual 6 femení   |
|         | Carlos Maslup      | Atletisme | Llançament de disc 1A masculí     |

## Atletisme
L'equip d'atletisme va obtenir cinc medalles, quatre de plata i una de bronze obtingudes per José Daniel Haylan (tres medalles de plata en les proves de llançament de bala, de disc i de clava a la classe 1A) i per Carlos Maslup (una medalla de plata eslàlom en cadira de rodes i dues de bronze en llançaments de disc i de clava, de la classe 1A). Maslup obtindria també dues medalles en natació.

## Natació
L'equip de natació va obtenir quatre medalles, tres de plata i una de bronze, obtingudes per Carlos Maslup (medalles de plata a les proves de 25 m pit i 75 m medley individual a la classe 1A) i per Beatriz Greco (una medalla de plata en 100 m pit i 200 m medley individual de la classe sis). Maslup va obtenir també tres medalles en atletisme.

## Esportistes
La delegació esportiva argentina va estar integrada pels següents membres: 
- Masculí (18): José Ceballos, Luis Daz, Luis Derez, Rubén Dusso, Luis Godoy, Eduardo Gómez, José Daniel Haylan, Juan Jerez, Daniel Jiménez, Héctor Leurino, Candelario Mamani, Carlos Maslup, Héctor Miras, Alberto Parodi, Omar Pochettino, Honorio Romero, Carlos Sesma i José Valladares.[1]

- Femení (16): Teresa Arres, Silvia Barbieri, Alicia Bernini, Víctor Brandoli, Mónica Chazarreta, Liliana Chiaradia, Alicia de Paul, María Inés de Valladares, Liliana Elorza, Cristina Galarza, Beatriz Greco, María Inés Mato, Susana Olarte, María Inés Pedraza, Silvia Tedesco i Graciela Tulian.[1]